# Eufrásia Teixeira Leite
Eufrásia Teixeira Leite (Vassouras, 1850 - Rio de Janeiro, 1930) là một nhà đầu tư tài chính, nữ thừa kế và là nhà từ thiện người Brazil. Cô để lại trong di chúc một tài sản có thể mua 1850 kg vàng, với giá thời đó, là một trong những người giàu nhất thế giới khi đó, và phần lớn tài sản thừa kế đã được dùng để hỗ trợ các cơ sở giáo dục của thành phố Vassouras. Một mình Eufrásia đã nhân số tiền thừa kế từ gia đình lên nhiều lần và sẽ là một tỷ phú theo tiêu chuẩn ngày nay.

## Đầu đời
Eufrásia là con gái út của Tiến sĩ Joaquim José Teixeira Leite và Ana Esméria Correia e Castro, là cháu nội của Baron of Itambé, cháu gái của Baron của Campo Belo, cháu gái của Baron of Vassouras và cháu gái của Baron của Aiuruoca. Cô có một người chị gái duy nhất, Francisca Bernardina Teixeira Leite (1845-1899), và một người anh đã mất khi còn nhỏ.
Gia đình của ông nội cô đã rất giàu có khi cô chuyển từ Conceição da Barra de Minas sang Vassouras. Cha cô và chú Baron của Vassouras là những nhà tư bản thành danh, sáng lập tại Rio de Janeiro, công ty "Casa Teixeira Leite & Sobrinhos", cho vay lãi và thực hiện vai trò trung gian tài chính với những người trồng cà phê thịnh vượng. Mặt khác, gia đình của mẹ anh chỉ gồm những người trồng cà phê giàu có, là thành viên của gia đình Correia e Castro truyền thống.
Theo tiêu chuẩn của Brazil vào thời điểm đó, cô đã nhận được một nền giáo dục quý tộc, đã theo học tại trường nữ sinh Grivet, tọa lạc ở địa phương Comércio, hôm nay là Sebastião Lacerda, ở Vassouras. Ngoài giáo dục cơ bản, cô đã học được cách ứng xử, nói tốt tiếng Pháp và chơi piano.

## Thừa kế
Khi cha mẹ cô chết, năm 1872, Eufrásia và em gái của cô thừa hưởng một tài sản 767:937$876 réis (767 contos, chín trăm ba mươi bảy nghìn, tám trăm bảy mươi sáu réis), mà vào thời điểm đó là tương đương với tiền ưu đãi của Hoàng đế Dom Pedro II hoặc 5% xuất khẩu của Brazil. Không lâu sau đó, vào năm 1873, bà ngoại của cô, Nữ tước hiệu Campo Belo, đã chết, và các chị em nhận được quyền thừa kế của họ thêm 106:844$886 (một trăm sáu contos, tám trăm bốn mươi tám ngàn, tám trăm tám mươi sáu réis) dưới hình thức các chức tước và nô lệ, và chúng đã sớm được bán đi.